# Персеверэнс (паровоз)
Персеверэнс (англ. Perseverance — настойчивость) — один из ранних паровозов, сконструированный Тимоти Бёрстолом (англ. Timothy Burstall). Участвовал в рейнхильських испытаниях в октябре 1829 года, на которых должен был определиться паровоз, которой мог бы быть использован на первой регулярной пассажирской железной дороге Ливерпуль — Манчестер.
По дороге к месту проведения соревнований паровозов «Персеверэнс» был повреждён и Т. Бёрстолу пришлось потратить пять дней на его ремонт, поэтому его паровоз смог принять участие в соревнованиях только на шестой день. Однако, максимальная скорость, которой смог достичь «Персеверэнс», составляла всего 6 миль/ч, что было гораздо меньше чем у лидеров соревнований. За свой паровоз Т. Бёрстол получил утешительный приз в 25 фунтов стерлингов.